# روزالي كونينغهام
روزالي كونينغهام (بالإنجليزية: Rosalie Cunningham)‏ هي مغنية مؤلفة ومغنية بريطانية، ولدت في 25 أبريل 1990 في ساوثند أون سي في المملكة المتحدة.